# Pseudanthias ventralis
Pseudanthias ventralis és una espècie de peix de la família dels serrànids i de l'ordre dels perciformes.

## Subespècies
- Pseudanthias ventralis hawaiiensis (Randall, 1979)
- Pseudanthias ventralis ventralis (Randall, 1979)[2]

## Alimentació
Es nodreix de zooplàncton (com ara, copèpodes).

## Distribució geogràfica
Es troba a Nova Caledònia, les Tuamotu, les illes Marshall, Pitcairn i les illes Hawaii.